# Harriet Bloch
Harriet Bloch (født 26. juli 1881 i Kolding, død 1. april 1975) var en af dansk films første kvindelige manuskriptforfattere. 
Harriet Bloch var den første professionelle, kvindelige manuskriptforfatter i Danmark og begyndte sin karriere som manuskriptforfatter efter at have set "Afgrunden" (Urban Gad, 1910) i biografen. Hun mente, at det kunne hun da gøre omtrent ligeså godt selv og skrev sit første manuskript, som hun sendte til Constantin Philipsen. Han afviste manuskriptet, og hun sendte det til Nordisk Film, som antog det og lavede filmen "Hendes Ære" (August Blom, 1911). 
Hun skrev de næste 10 år omkring 100 manuskripter til Nordisk Film (i alt blev det til ca. 150), men var aldrig ansat i selskabet. Ikke alle manuskripter blev omsat til film, og mange er hun, efter datidens sædvane, ikke krediteret for. I begyndelsen fik hun 50,- kr. pr. manuskript, men efterhånden steg hendes anseelse, og hun endte med at få 3300,- kr. for to manuskripter i midten af 1920'erne.
Harriet Bloch havde ingen erfaring med at skrive, da hun begyndte. Sin viden om film havde hun udelukkende fra biograferne, hvor hun kunne nå at se op til tre film om dagen, inden hendes mand kom hjem fra kontoret, og maden skulle stå på bordet til ham og de seks børn. Hun regnede ikke manuskriptskrivning for noget særligt, men syntes det var en sjov hobby, som efterhånden blev en givtig indtægtskilde. 
I 1916 fik hun en bestilling fra det svenske produktionsselskab AB Svenska Biografteatern på 6 manuskripter. Den første af filmene ""Kärlek och journalistik" blev instrueret af Mauritz Stiller i 1916. Senere i karrieren solgte hun manuskripter til Tyskland, hvor blandt andet F.W. Murnau realiserede "Der Gang in der Nacht" i 1921 med danske Olaf Fønss i hovedrollen. Den danske instruktør Robert Dinesen arbejdede også i Berlin på den tid, og han filmede blandt andet hendes manuskript til "Die Erbin von Tordis" (1921) om Kong Christian d. VII's elskerinde Støvlet-Cathrine.  
De fleste af de manuskripter, hun skrev til Nordisk Film, var lystspil. Hun blev fra selskabets side bedt om at skrive om grever og baroner og andre folk i de højere samfundslag og helst ikke om proletariatet. Langt de fleste af hendes manuskripter var originalmanuskripter, for hun havde masser af ideer selv. Ole Olsen, direktør for Nordisk Film, roste hende for hendes professionalisme, og hun omtales som hans yndlingsforfatter på trods af, at hun aldrig mødte ham.
Når hun havde solgt et manuskript, havde hun ingen indflydelse på, hvordan den endelig film kom til at se ud. Ofte kunne hun slet ikke kende sin egen oprindelige historie, når der var blevet lavet om på filmens titel, rollenavne, mellemtekster og handling. Gladest var hun for at skrive manuskripter til Valdemar Psilander, som hun satte meget højt. Han ønskede blandt andet at spille cowboy, hvorefter hun skrev "Manden uden fremtid" (Holger-Madsen, 1916) til ham.
Da talefilmen blev indført, indstillede Harriet Bloch karrieren som manuskriptforfatter. Efterfølgende skrev hun et par teaterstykker, som aldrig blev opført, og flere hørespil til radioen for eksempel "En desertør" fra 1938. I 1930'erne købte hun en frugtplantage i Ramløse i Nordsjælland, som hun drev med sine sønner.